# Гвязда, Анджей
Анджей Гвязда (пол. Andrzej Gwiazda; род. 14 апреля 1935, Пиньчув) — польский диссидент, общественный и профсоюзный деятель. Активист оппозиционного движения в ПНР. Один из создателей профсоюза Солидарность. Социальный демократ, антикоммунист.

## Семья и война. Инженер-диссидент
Родился в семье судового механика военной речной флотилии. В начале Второй мировой войны отец Анджея попал в немецкий плен, а мать вместе с Анджеем — в советскую зону оккупации, откуда в 1940 году депортированы в Казахскую ССР. Репатриированы в Польшу в 1940 году. Поселились в Гданьске.
Учился в Техническом университете. В 1955 исключён за оппозиционные настроения, в 1956 восстановлен. По специальности — инженер-электронщик. После окончания университета работал в Институте кибернетики. Состоял в польском Альпинистском клубе, который считался ярким очагом свободомыслия.
Во время волнений 1956 входил в группу активистов, готовую к вооружённой борьбе с коммунистическим режимом и возможной советской интервенцией, хранил запас взрывчатки. Активно участвовал в студенческо-интеллигентских волнениях 1967—1968 годов. В декабре 1970 примкнул к Гданьской рабочей забастовке. Вместе с женой Иоанной Дудой-Гвяздой (активистка оппозиционного движения) в 1976 поддержал создание Комитета защиты рабочих, направив открытое письмо в сейм ПНР. В 1978 основал Свободные профсоюзы Побережья. Редактировал бюллетень профорганизации. Находился под особым наблюдением Службы безопасности (СБ МВД ПНР), неоднократно арестовывался.

## «Солидарность» от лета к зиме
В августе 1980 года, после начала массовых забастовок, стал членом президиума Межзаводского забастовочного комитета в Гданьске. С сентября — член президиума Всепольской комиссии профсоюза Солидарность. Принимал участие в переговорах с правительством ПНР. Настаивал на легализации всех независимых профсоюзов и других общественных организаций, освобождении политических заключённых, отмене цензуры, изъятии из конституции положения о руководящей роли ПОРП. Августовские соглашения считал чрезмерно компромиссными и осуждал за многочисленные уступки со стороны забастовщиков.
С самого начала между Анджеем Гвяздой и Лехом Валенсой возникли сложные отношения. Гвязда был противником умеренно-компромиссной политики Валенсы. Во всех крупных конфликтах, особенно во время Быдгощской провокации и Всепольской предупредительной забастовки марта 1981 года Гвязда призывал к немедленному массовому выступлению. Причислялся к группе радикальных «фундаменталистов Солидарности».
На I съезде «Солидарности» Анджей Гвязда баллотировался в председатели профсоюза. Основное внимание в своей программе он уделил механизмам профсоюзного контроля над властью. За него проголосовали 74 делегата (около 9 %) — значительно меньше, чем за Леха Валенсу (он был избран председателем) и Мариана Юрчика, но несколько больше, чем за Яна Рулевского.
Несмотря на свой радикализм, именно Гвязда был единственным членом Всепольской комиссии «Солидарности», выступившим 12 декабря 1981 года против резолюции о всеобщей забастовке, перерастающей в мирное восстание. Он считал время упущенным и предвидел поражение профсоюза в силовом столкновении с властью.

Когда была тёплая погода, «Солидарность» не принимала мер. Теперь, в преддверии холодов, руководство профсоюза толкает нас на конфронтацию, которую мы проиграем.

Анджей Гвязда

## Борец подпольной «Солидарности»
При введении военного положения 13 декабря 1981 арестован и интернирован. После освобождения интернированных в конце 1982 арестован вновь. Входил в «семёрку фундаменталистов» (Анджей Гвязда, Ян Рулевский, Мариан Юрчик, Северин Яворский, Кароль Модзелевский, Гжегож Палька, Анджей Розплоховский), против которых готовился политический процесс. Вместе со всеми категорически отказался эмигрировать. Провести процесс власти не решились, и 22 июля 1984 всех семерых амнистировали.
Уже 16 декабря 1984 Анджей Гвязда был вновь арестован за драку с офицерами ЗОМО — в этот день отмечалась третья годовщина расстрела бастующих горняков шахты «Вуек». Приговорён к 5 месяцам тюрьмы. Вышел на свободу 15 мая 1985 года.
Активно участвовал в оппозиционном подполье. Был одним из инициаторов создания движения Борющаяся Солидарность. Выступал против каких бы то ни было переговоров с коммунистическими властями, считал, что именно это привело к поражению в 1981. В 1988 присоединился к новой забастовочной волне, настаивал на бескомпромиссной борьбе и свержении режима путём гражданского неповиновения. Категорически осудил Беседы в Магдаленке и Круглый стол. Обвинил Валенсу в измене идеалам Августа-1980, объявил его агентом коммунистической госбезопасности.

## Конфликты с былыми соратниками
Анджей Гвязда не признал договорённостей «Круглого стола». Третью Речь Посполитую счёл результатом антинародного сговора коммунистических главарей с изменниками делу «Солидарности». Примыкал к Борющейся Солидарности, участвовал в создании Солидарности 80. В 1993 предпринял попытку баллотироваться в парламент как независимый кандидат, но избран не был. Работал инженером, в 1998 вышел на пенсию.
В августе 2005 Гвязда бойкотировал торжества 25-летия «Солидарности». Отказался от юбилейных наград в 2005 и 2010 годах — не желая принимать те же ордена, что участники «Круглого стола». Обвинял лидеров Гданьской забастовки 1980 в изначальной «работе на СБ» — дабы «взять движение под контроль коммунистов». Доказательства этим утверждениям представить отказался, ссылаясь на «очевидность» и «общеизвестность».
В 2011 году участвовал в создании документального фильма Solidarni 2010 - «Солидарные 2010». Фильм в общем и целом излагает близкие Гвязде оценки. Ассоциация создателей фильма требовала международного расследования авиакатастрофы под Смоленском апреля 2010 и гибели президента Леха Качиньского.
На парламентских выборах 2011 Гвязда снова попытался баллотироваться в сенат от Гданьска, но не смог добиться избрания.
Выступает с публицистическими статьями в Gazeta Polska Codziennie («Польская ежедневная газета») и теоретическом журнале Obywatel («Гражданин»). Пропагандирует идеи социальной солидарности и рабочего самоуправления, критикует бюрократизм, «власть сговоров», неолиберализм и финансовый капитал. Считает, что социально-экономическая политика польских властей после 1989 года сохранила преемственность с коммунистическим периодом.

## Мораль и политика
Анджей Гвязда являет собой подлинное олицетворение диссидентства, ставящего мораль выше политики. Как человек и гражданин он пользуется большим уважением в стране. Однако это отношение не переходит в политическую поддержку.

Анджей Гвязда — почти святой человек, он настолько честен, что не может быть политиком.

Александр Кропивницкий, журналист

Взгляды Анджея Гвязды могут быть охарактеризованы как радикальный социал-демократизм в традициях польского рабочего движения.